# Stoianivka, Radîvîliv
Stoianivka (în ucraineană Стоянівка) este un sat în comuna Pidzamce din raionul Radîvîliv, regiunea Rivne, Ucraina.

## Demografie
Componența lingvistică a localității Stoianivka
     Ucraineană (99,26%)
     Alte limbi (0,74%)
Conform recensământului din 2001, majoritatea populației localității Stoianivka era vorbitoare de ucraineană (99,26%), existând în minoritate și vorbitori de alte limbi.